# Mercedes-Benz R172
Mercedes-Benz R172 — серия компактных спортивных родстеров SLK-класса (нем. Sport Leicht Kurz — «спортивный лёгкий короткий», или нем. Sportlich, Leicht und Kompakt — «спортивный, лёгкий и компактный») немецкого концерна Daimler AG, впервые представленная в январе 2011 года и вышедшая на рынок весной того же года. Как и предыдущие поколения, автомобиль оснащается жёсткой складной крышей, которая в новой версии получила функцию Magic Sky Control, позволяющей изменять степень прозрачности складного верха.
В 2015 году SLK-класс был переименован в SLC-класс в связи с пересмотром номенклатуры внутренней иерархии моделей компании. В связи с этим весь модельный ряд получил обозначение «SLC». Через год автомобиль претерпел рестайлинг. Внешние изменения включают в себя новые бамперы и решётку радиатора, пересмотренные головную оптику и задние фонари, а также новый дизайн выхлопной системы. Кроме того, изменения коснулись и интерьера с применением новых материалов и более сложных информационно-развлекательных функций

## История

### 2012—2016
R172 на момент премьеры
Осенью 2010 года компания Mercedes-Benz объявила о скором дебюте нового поколения лёгких компактных родстеров SLK-класса, в январе 2011 года были официально представлены модели SLK 200 и SLK 250 с четырёхцилиндровыми моторами и SLK 350 с V-образным шестицилиндровым двигателем, в конце марта начались их продажи.
Дизайн нового автомобиля следует традиционным решениям первого и второго поколений, но включает новый дизайн передней оптики, навеянный родстером 190 SL 1950-х годов, и пересмотр передней части кузова, внешний вид которой вдохновлён купе Mercedes-Benz SLS AMG в кузове купе и Mercedes-Benz C218 (CLS-класс). Традиционно была представлена серия Edition 1, выделяющаяся лакокрасочным покрытием цвета «серый ледник», панорамной  складной крышей, пакетом Dynamic Handling, AMG-обвесом, двумя вариантами оформления Designo с отделкой из кожи наппа с контрастной отстрочкой, системой обогрева шеи и головы AIRSCARF, рассеянным окружающим освещением и многим другим.
Все автомобили были изготовлены с использованием комплекса мер по защите окружающей среды BlueEFFICIENCY. Этот набор технологий включает в себя новейшие двигатели, расходующие меньше топлива и выбрасывающие меньше вредных веществ, шины с меньшим сопротивлением качению, улучшенную аэродинамику кузова, усилители с интеллектуальным управление потреблением энергии, коробки передач с уменьшенными внутренними потерями.
Заказы на новую модель стартовали с 17 января 2011 года с доставкой в дилерские автосалоны начиная с 26 марта 2011. Первоначальный модельный ряд включал всего три версии: SLK 200 BlueEFFICIENCY, SLK 250 BlueEFFICIENCY, SLK 350 BlueEFFICIENCY. Американские модели поступили в продажу летом 2011 года (в качестве 2012 модельного года). В августе 2011 года модельный ряд расширился модификацией с дизельным двигателем SLK 250 CDI — первый представитель SLK-класса, оснащённый дизельным силовым агрегатом. Заказы на неё стали принимать с 13 сентября 2011 года. Изначально автомобили комплектовали только 7-ступенчатой АКПП 7G-Tronic Plus, однако позже (во втором квартале 2012 года) добавили 6-ступенчатую механическую коробку передач. Весной 2012 года семейство третьего поколения SLK-класса пополнилось дизельной версией SLK 250 CDI BlueEFFICIENCY c механической КПП (с АКПП модель продавалась на рынке Германии и Великобритании).
В 2012 году была представлена высокопроизводительная модификация от подразделения Mercedes-AMG под названием SLK 55 AMG, представленная ранее на Франкфуртском автосалоне. Автомобиль оснастили V-образным восьмицилиндровым 5,5-литровым двигателем M152, очень схожим с M157 и специально разработанным для родстера. Мощность силового агрегата составляла 420 лошадиных сил (310 кВт). Продажи данной модификации начались официально с января 2012 года.
Для 2014 модельного года были внесены незначительные изменения в стандартную комплектацию серии, а также переименовали спорт-пакет AMG в AMG Line.

### Рестайлинг (2016—)

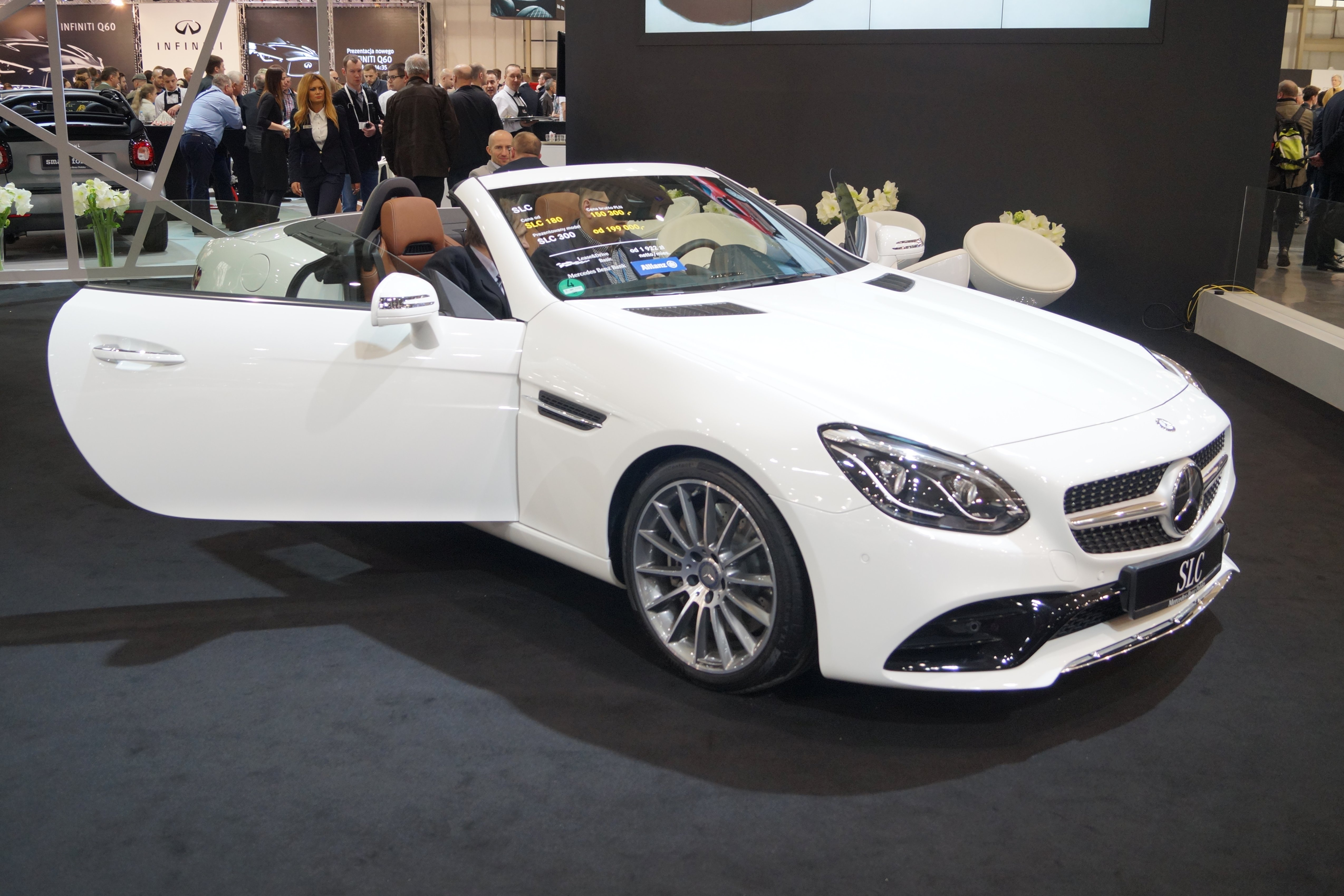
SLC 300 после рестайлинга

Весной 2016 года, через 20 лет после выпуска первого автомобиля серии, модель была модернизирована. Внешние изменения включают в себя новые бамперы и решётку радиатора, пересмотренные головную оптику и задние фонари, а также новой формы выхлопные трубы. Кроме того, изменения коснулись и интерьера, где стали применять новые материалы и более сложную информационно-развлекательную систему. Рулевое колесо претерпело изменения в дизайне, а переднюю панель приборов оснастили экраном мультимедийного комплекса Comand Online, диагональ которого увеличена с 5,8 до 7 дюймов.
После смены номенклатуры внутренней иерархии моделей компании в 2015 году серия стала именоваться как SLC-класс и, соответственно, весь модельный ряд был переименован. Вместе с этим автомобили с шестицилиндровыми двигателями оснастили новой 9-ступенчатой автоматической коробкой передач 9G-Tronic (силовой агрегат начальных моделей 180 и 200 интегрирован с 6-ступенчатой механической коробкой передач). Серия AMG модификаций пополнилась моделью SLC 43 AMG (V6, 3.0 л битурбо, 367 л.с., 520 Н·м).
В стандартный набор технических решений вошли системы Active Brake Assist, DYNAMIC SELECT (SLC 300 и SLC 250 d), спортивное рулевое колесо и цветной TFT дисплей. На заказ доступны системы Blind Spot Assist, Lane Keeping Assist, Adaptive Highbeam Assist Plus, KEYLESS-GO, LED головная оптика с технологией Intelligent Light System, а также пакет Dynamic Handling с заниженным клиренсом.

## Описание

### Экстерьер

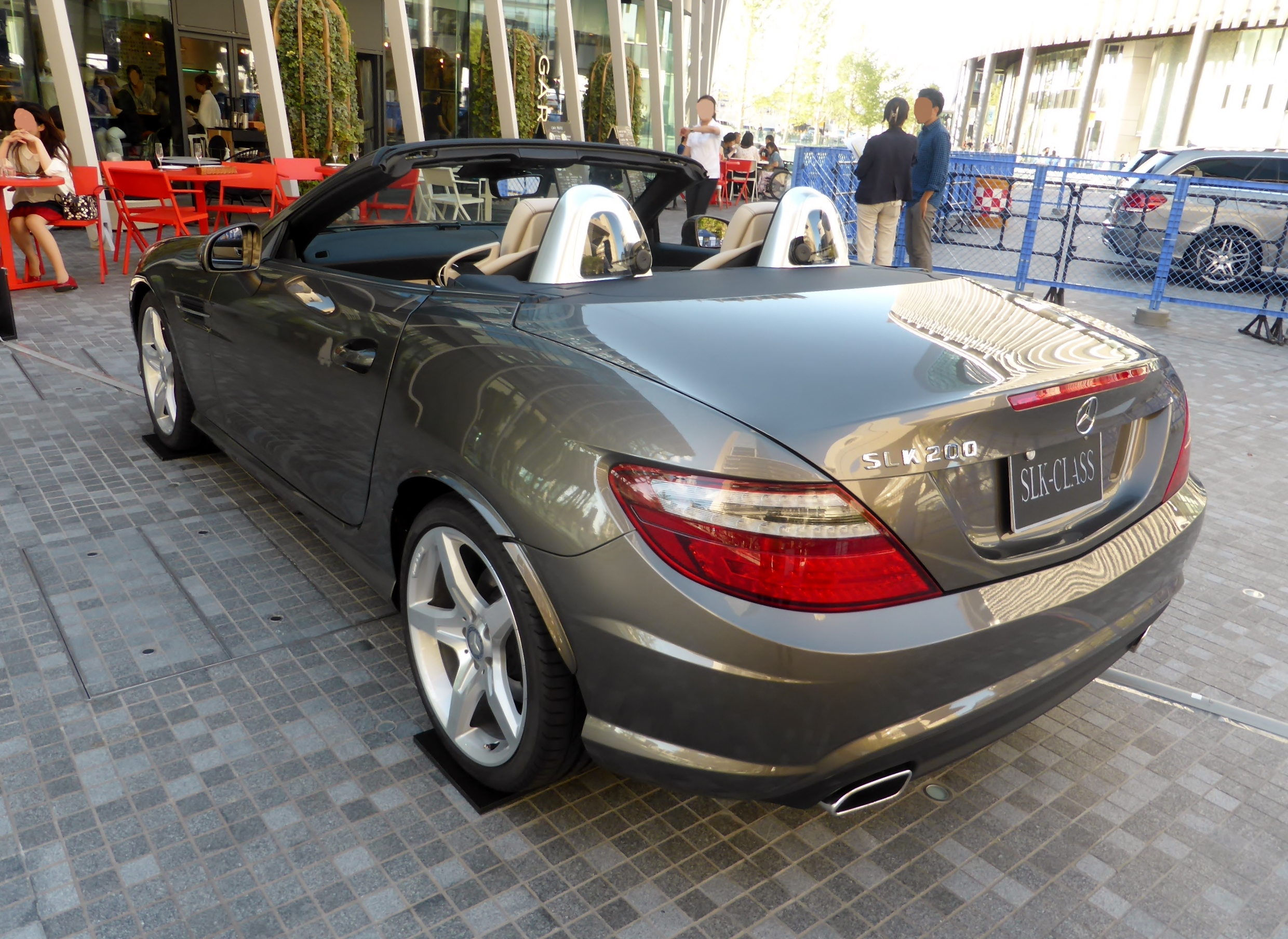
SLK 200 со спорт-пакетом AMG, где хорошо видны прозрачные ветроотклоняющие экраны позади дуг безопасности

Удлинённый силуэт передней части с эффектными воздухозаборниками, мускулистые задние крылья и укороченная корма придали автомобилю более агрессивный, мужественный внешний вид. Стальной кузов имел переднюю панель, капот и передние крылья сделанные из алюминия. В сочетании с пластмассовой крышкой багажника, это позволило снизать его вес. Складной верх с каркасом из магниевого сплава состоял из двух частей и с помощью гидропривода мог быть опущен или поднят менее чем за 20 секунд. Крыша могла быть сплошной не прозрачной, стеклянной прозрачной или затеняемой крышей Magic Sky Control. В последнем варианте электрохромное стекло Hitachi меняло светопропускание под действием электрического тока, по нажатию кнопки, крыша за несколько секунд превращалась в прозрачную или наоборот. Стиль салона автомобиля эргономичен и продуман, полностью ориентирован на водителя. Руль с подрезанной нижней частью, плотные сидения, хромированные вставки на передней панели и консоли особым образом подчеркивают спортивный характер SLK. При движении с опущенной крышей, для предотвращения сквозняков,  позади сидений могла быть установлена ветроотклоняющая сетка или прозрачные экраны за дугами безопасности. Водитель и пассажир могли поворачивать экраны, изменяя направление потока воздуха. Также, можно было включить вентиляторы обдува шеи, которые подавали тёплый воздух через прорези в подголовнике.
Автомобиль SLK 55 AMG внешне отличался шильдиками V8 AMG на передних крыльях, передним и задним спойлерами, накладками на порогах. Он имел характерную, чёрную снизу, решётку радиатора в стиле AMG и задний диффузор. Среди других отличий — затемнённые фары и задние фонари, четыре хромированных овальных выхлопных трубы сзади и специальные пятиспицевые колёса. В салоне были установлены спортивные сидения и рулевое колесо AMG, а на панели приборов размещён гоночный компьютер RACETIMER.
Обычные модели, при установке спорт-пакета AMG, также получали передний и задний спойлеры, накладки на пороги, спортивные сидения и руль, красные ремни безопасности, изменённую панель приборов и колёса специального дизайна.

### Оборудование
Автомобиль оборудован системой превентивной безопасности PRE-SAFE, которая анализируя полученную от датчиков информацию, в случаи возникновения потенциальной опасности автоматически подтягивает ремни безопасности, приводит кресла в безопасное положение, автоматически закрывает окна. Двухступенчатые подушки безопасности срабатывают по мере необходимости и в зависимости от типа аварии. В лёгких случаях подушки раскрываются только частично, а боковые подушки срабатывают только на стороне удара. Для защиты головы при ударе сзади, подголовники сдвигаются вперёд примерно на 40 мм и вверх примерно на 30 мм. На небольшой скорости, при столкновении с пешеходом, передняя часть капота мгновенно поднимается примерно на 8,5 сантиметров. Кроме этих систем безопасности, имеется система контроля усталости водителя ATTENTION ASSIST. Анализируя характерные признаки управления автомобилем, система, в случае серьёзного отклонения от средних показателей, подаёт сигналы водителю, предлагая отдохнуть. Помощь в управлении автомобилем оказывает и адаптивная система круиз-контроля, которая, анализирую дорожную ситуацию с помощью радара, сначала сигнализирует водителю об опасном сближении, затем автоматически задействует тормоза, если водитель не реагирует. Мерцающие сзади фонари стоп-сигнала предупреждают окружающих об экстренном торможении.
В стандартном исполнении мультимедийная система Audio 20 CD имеет радио, CD-проигрыватель с поддержкой MP3, USB-разъём и цветной экран диагональю 14,7 см. За дополнительную плату она может быть дополнена навигационной системой MAP PILOT и акустической системой объёмного звучания Harman Kardon. Более продвинутая система COMAND Online имеет возможность проигрывания DVD дисков, цветной экран диагональю 17,8 см и жёсткий диск ёмкость 10 Гб.

### Двигатели и трансмиссия
Все модели серии имели классическую компоновку с расположенным спереди продольно двигателем агрегатированным с коробкой передач, карданным валом, передающим вращение к заднему ведущему мосту.
На младших моделях SLK 200 и SLK 250 установлены рядные четырёхцилиндровые бензиновые двигатели M271 рабочим объёмом 1,8 литра, с турбонаддувом, разной степени форсировки. Блок и головка цилиндров двигателя выполнены из алюминиевого сплава, клапаны, по четыре на цилиндр, приводятся в действие с помощью двух, расположенных в головке распредвалов (DOHC). Оба распределительных вала имеют систему изменения фаз газораспределения. В блоке цилиндров расположен стальной кованный коленчатый вал и два уравновешивающих вала, обороты вращения которых в два раза выше, чем у коленвала. Они призваны гасить колебания второго порядка возникающие в рядных четырёхцилиндровых моторах. Двигатель имеет систему непосредственного впрыска топлива с помощью пьезоэлектрических форсунок. Контролируемый электроникой термостат жидкостной системы охлаждения обеспечивает быстрый прогрев мотора и «умное» управление его температурой. Спортивный звук двигателя создаются акустическим генератором, встроенным в выхлопную систему, который делает звучание мотора более насыщенным и транслирует его непосредственно в салон.
На модели SLK 350 применяется бензиновый V-образный шестицилиндровый атмосферный мотор M276 рабочим объёмом 3,5 литра. Это двигатель из нового семейства моторов с непосредственным впрыском топлива BlueDIRECT, призванном снизить расход топлива и уменьшить уровень загрязнения выхлопных газов. Головки двигателя расположены под углом 60°, поэтому в нём используется уравновешивающий вал. Блок цилиндров, головки блока и поршни выполнены из алюминиевого сплава. Распредвалы производится с помощь трёх цепей, центральной, которая вращает промежуточную звёздочку, и двух боковых, которые передают вращение в каждую головку цилиндров. Обновлённая система изменения фаз газораспределения имеет больший диапазон регулировки и стала компактнее. Новая система струйного впрыска бензина непосредственно в камеру сгорания с помощью пьезоэлектрических форсунок работает под давлением до 200 бар и позволяет,  в зависимости от режима работы мотора, выполнять до пяти последовательных впрысков в течение такта сжатия. С помощью многоискрового зажигания свеча может до четырёх раз подряд создавать искру с промежутком в одну миллисекунду, формируя плазму в камере сгорания и обеспечивая объёмное зажигание горючей смеси.
Рядный четырёхцилиндровый дизельный двигатель с турбонаддувом OM651 рабочим объёмом 2,1 литра устанавливался на автомобиль SLK 250 CDI. Двигатель имел чугунный блок цилиндров, алюминиевую головку блока с двумя верхними распредвалами, которые перемещали клапаны, по четыре на цилиндр. Топливо через аккумуляторную топливную систему последнего поколения управляемую электроникой, давление в которой составляло 2000 бар, с помощью форсунок подавалось в камеры сгорания. Две, расположенные одна за другой, турбины с промежуточным охлаждением подавали сжатый воздух в цилиндры. Одна, малая, турбина обеспечивала наддув на низких оборотах двигателя, а когда мотор разгонялся, подключалась вторая турбина.
На автомобили SLK 55 AMG устанавливался V-образный восьмицилиндровый бензиновый атмосферный мотор M152 рабочим объёмом 5,5 литров. Двигатель имел блок и головку цилиндров выполненные из алюминиевого сплава и весил, без жидкостей, всего 187 кг. По два верхних распредвала в каждой головке перемещали клапаны, по четыре на цилиндр. Распредвалы вращались с помощью одной центральной и двух боковых цепей. Все четыре распредвала имели систему непрерывного изменения фаз газораспределения. Поршни из алюминиевого сплава имели специальное антифрикционное покрытие юбки и поршневых колец. Двигатель имел управляемый электроникой непосредственный впрыск топлива прямо в цилиндры. При включении водителем режима контроля мощности «C», половина цилиндров двигателя могла отключаться. В диапазоне оборотов от 800 до 3600 об/мин переставало подаваться масло в механизм автоматической регулировки зазора клапанов второго, третьего, пятого и восьмого цилиндров, они оставались закрытыми. Кроме того, прекращался впрыск топлива и зажигание смеси в этих цилиндрах, двигатель переходил в режим экономичного потребления топлива. При повышении оборотов всего за 30 миллисекунд цилиндры вновь вступали в работу. Впервые на двигателях AMG применялась акустически настроенная выхлопная система. В каждом из двух задних глушителей имелась заслонка, регулирующая направление потока выхлопных газов. При оборотах двигателя ниже 2000 об/мин заслонка была закрыта, пропуская весь поток газов по длинному акустически демпфированному пути. При повышении оборотов, заслонка открывалась на угол 15, 30 или 50 градусов пропуская часть газов по короткому пути, обеспечивая звучный «рык» мотора. Каждый двигатель AMG традиционно собирался вручную одним мастером.
Все двигатели, с целью экономии топлива, оборудовались системой «старт-стоп», которая мгновенно выключала двигатель при остановке автомобиля. Также быстро двигатель стартовал, если, в случае использования автоматической трансмиссии, водитель нажимал на педаль газа, а селектор режимов трансмиссии не был установлен с положение стоянки (P), селектор переводился в режим заднего хода (R) или водитель снимал ногу с педали тормоза, а режим удержания (Hold) не был включён. В случае применения механической коробки передач, двигатель автоматически запускался когда водитель нажимал на педаль газа или сцепления. Для быстрого запуска мотора, с помощью датчиков положения распредвалов обнаруживался поршень, находящийся в оптимальном положении, и в него опережающе впрыскивалось и поджигалось топливо. Кроме того, автомобили оборудовались значительно более мощным стартером, который питался от отдельной аккумуляторной батареи. Система на включалась, если заряд аккумуляторной батареи был недостаточен или двигатель был не прогрет.
На автомобили с четырёхцилиндровыми бензиновыми и дизельными моторами стандартно устанавливалась шестиступенчатая механическая коробка передач. Как опция, на эти автомобили и стандартно на SLK 350 устанавливалась автоматическая семиступенчатая коробка передач 7G-Tronic. Водитель мог выбрать один из двух режимов автоматического переключения: E — экономичный и S — спортивный. Если же были заказаны опционные подрулевые переключатели, то появлялся третий, M — режим ручного переключения передач. Вариант автоматической коробки передач Speedshift Plus 7G-Tronic, устанавливаемый на автомобиль SLK 55 AMG стандартно имел три режима работы: C — комфортный, S — спортивный и M — режим ручного переключения передач. Кроме того, для более быстрого переключения передач, автоматическая трансмиссия имела функцию перегазовки, позволяющую выравнивать скорость шестерён перед переключением.

### Ходовая часть

#### Подвеска
Подвеска и рулевое управление моделей базировались на шасси́ автомобилей C-класса, но имели другую геометрию.
Спереди применялась подвеска типа Макферсон, которую на Mercedes-Benz традиционно называют трёхрычажной. Сзади — независимая многорычажная подвеска. В качестве упругих элементов спереди и сзади применялись пружины, имелись стабилизаторы поперечной устойчивости и гидравлические телескопические амортизаторы. В случаи установки спорт-пакета AMG, а на автомобиль SLK 55 AMG — стандартно, устанавливалась спортивная подвеска с укороченными на 10 мм пружинами, более жёсткими стабилизаторами и амортизаторами с другими настройками. По заказу, на автомобили мог быть установлен пакет DYNAMIC HANDLING, позволявший совместить спортивные свойства подвески с комфортабельной ездой. Управляемая электроникой  система демпфирования непрерывно меняла свои характеристики на каждом колесе в зависимости от режима движения и состояния дороги.

#### Рулевое управление
Стандартное реечное рулевое управление с гидроусилителем обеспечивало 2,6 оборота рулевого колеса от упора до упора. Управляемый электроникой перепускной клапан обеспечивал только необходимое давление в усилителе, позволяя снизить потери на привод насоса. При установке пакета DYNAMIC HANDLING на обычные модели, а на автомобиль SLK 55 AMG — стандартно, устанавливалось рулевое управление с увеличенным передаточным отношением и изменяемыми характеристиками, которое обеспечивало минимальное усилие на рулевом колеси при парковке и чёткое управление автомобилем при движении на высокой скорости.

#### Тормозная система
В тормозной системе с двухконтурным (разделение по осям) гидравлическим приводом обычных автомобилей спереди были установлены однопоршневые тормозные механизмы с подвижным суппортом и вентилируемые тормозные диски. Сзади, также применялись однопоршневые механизмы с подвижным суппортом, но они были установлены на не вентилируемые тормозные диски и имели электромеханический привод стояночного тормоза, который включался при нажатии кнопки на передней панели. При старте в гору, такой «ручник» помогал удерживать автомобиль на несколько секунд дольше. Автомобиль SLK 55 AMG имел более мощные четырёхпоршневые (по два поршня с каждой стороны диска) передние тормозные механизмы с неподвижным суппортом и увеличенные перфорированные тормозные диски. Все модели стандартно оборудовались антиблокировочной системой (ABS) и системой курсовой устойчивости (ESP). В случаи установки пакета DYNAMIC HANDLING, при движении в повороте с помощью ESP подтормаживалось заднее внутреннее колесо, обеспечивая «ввинчивание» автомобиля в поворот. На модели AMG система курсовой устойчивости имела три режима работы: включено (ESP ON), спортивный режим (SPORT Handling Mode), обеспечивающий больше свободы при движении и режим полного отключения (ESP OFF).

#### Колёса и шины
На все автомобили устанавливались колёса изготовленные из лёгкого сплава. На модели SLK 250 CDI и SLK 200 — колёса размерности 7,0Jx16 для шин 205/55R16 спереди и колёса 8,0Jx16 для шин 225/50R16 сзади. На модели SLK 250 и SLK 350 — колёса размерности 7,5Jx17 для шин 225/45R17 спереди и колёса 8,5Jx17 для шин 245/40R17. На автомобиль SLK 55 AMG устанавливались колёса размерности 8,0Jx18 для шин 235/40R18 спереди и колёса 9,0Jx18 для шин 255/35R18 сзади.

### Модельный ряд
| Модель                           | SLC 180                                  | SLK 200                                       | SLK / SLC 200                            | SLK 250                                       | SLK / SLC 300                      | SLK 350                            | Mercedes-AMG SLC 43                     | SLK 55 AMG                         | SLK 250 CDI                                   | SLK / SLC 250 d                     |
| Годы производства                | с 01/2016                                | 03/2011–04/2015                               | с 05/2015                                | 03/2011–04/2015                               | с 05/2015                          | 03/2011–01/2016                    | с 01/2016                               | 01/2012–04/2015                    | 01/2012–04/2015                               | с 05/2015                           |
| Характеристики                   |                                          |                                               |                                          |                                               |                                    |                                    |                                         |                                    |                                               |                                     |
| Двигатель*                       | M274 DE 16 AL                            | M271 DE 18 AL                                 | M274 DE 20 AL                            | M271 DE 18 AL                                 | M274 DE 20 AL                      | M276 DE 35                         | M276 DE 30 AL                           | M152 DE 55                         | OM651 DE 22 LA                                | OM651 DE 22 LA                      |
| Тип двигателя                    | бензиновый R4                            | бензиновый R4                                 | бензиновый R4                            | бензиновый R4                                 | бензиновый R4                      | бензиновый V6                      | бензиновый V6                           | бензиновый V8                      | дизельный R4                                  | дизельный R4                        |
| Система питания                  | прямой впрыск топлива                    | прямой впрыск топлива                         | прямой впрыск топлива                    | прямой впрыск топлива                         | прямой впрыск топлива              | прямой впрыск топлива              | прямой впрыск топлива                   | прямой впрыск топлива              | прямой впрыск топлива и Common Rail           | прямой впрыск топлива и Common Rail |
| Оснащение                        | турбина                                  | турбина                                       | турбина                                  | турбина                                       | турбина                            | —                                  | битурбо                                 | —                                  | битурбо                                       | битурбо                             |
| Рабочий объём                    | 1595 см3                                 | 1796 см3                                      | 1991 см3                                 | 1796 см3                                      | 1991 см3                           | 3498 см3                           | 2996 см3                                | 5461 см3                           | 2143 см3                                      | 2143 см3                            |
| Мощность                         | 115 кВт (156 л.с.) при 5300 об/мин       | 135 кВт (184 л.с.) при 5250 об/мин            | 135 кВт (184 л.с.) при 5500 об/мин       | 150 кВт (204 л.с.) при 5500 об/мин            | 180 кВт (245 л.с.) при 5500 об/мин | 225 кВт (306 л.с.) при 6500 об/мин | 270 кВт (367 л.с.) при 5500–6000 об/мин | 310 кВт (422 л.с.) при 6800 об/мин | 150 кВт (204 л.с.) при 3800 об/мин            | 150 кВт (204 л.с.) при 3800 об/мин  |
| Крутящий момент                  | 250 Н·м при 1200–4000 об/мин             | 270 Н·м при 1800–4600 об/мин                  | 300 Н·м при 1200–4000 об/мин             | 310 Н·м при 2000–4300 об/мин                  | 370 Н·м при 1300–4000 об/мин       | 370 Н·м при 3500–5250 об/мин       | 520 Н·м при 2000–4200 об/мин            | 540 Н·м при 4500 об/мин            | 500 Н·м при 1600–1800 об/мин                  | 500 Н·м при 1600–1800 об/мин        |
| Трансмиссия, [ на заказ ]        | 6-ступенчатая механическая [ 9G-Tronic ] | 6-ступенчатая механическая [ 7G-Tronic Plus ] | 6-ступенчатая механическая [ 9G-Tronic ] | 6-ступенчатая механическая [ 7G-Tronic Plus ] | 9G-Tronic                          | 7G-Tronic Plus                     | 9G-Tronic                               | AMG Speedshift Plus 7G-Tronic      | 6-ступенчатая механическая [ 7G-Tronic Plus ] | 9G-Tronic                           |
| Доп-ные данные                   |                                          |                                               |                                          |                                               |                                    |                                    |                                         |                                    |                                               |                                     |
| Максимальная скорость            | 226 км/ч [ 223 км/ч ]                    | 240 км/ч [ 237 км/ч ]                         | 240 км/ч [ 237 км/ч ]                    | 244 км/ч [ 243 км/ч ]                         | 250 км/ч                           | 250 км/ч                           | 250 км/ч                                | 250 км/ч [ 280 км/ч ]              | 244 км/ч [ 243 км/ч ]                         | 245 км/ч                            |
| Скорость разгона, 0–100 км/ч     | 7,9 с [ 8,1 с ]                          | 7,3 с [ 7,0 с ]                               | 7,0 с [ 6,9 с ]                          | 6,5 с [ 6,6 с ]                               | 5,8 с                              | 5,6 с                              | 4,7 с                                   | 4,6 с                              | 6,5 с [ 6,7 с ]                               | 6,6 с                               |
| Средний расход топлива на 100 км | 5,6 л [ 5,6 л ]                          | 6,4–6,8 л [ 6,1–6,5 л ]                       | 6,1–6,6 л [ 5,7-6,1 л ]                  | 6,9–7,3 л [ 6,2–6,6 л ]                       | 6 л                                | 7,1 л                              | 7,8 л                                   | 8,4 л                              | 4,8–5,0 л [ 4,9–5,0 л ]                       | 4,4–4,7 л                           |
| Выбросы CO2                      | 127 г/км [ 128 г/км ]                    | 149–158 г/км [ 142–151 г/км ]                 | 142–154 г/км [ 133-143 г/км ]            | 160–169 г/км [ 144–153 г/км ]                 | 138 г/км                           | 167 г/км                           | 178 г/км                                | 195 г/км                           | 124–129 г/км [ 128–132 г/км ]                 | 114–123 г/км                        |
| Экологический стандарт           | Евро 6                                   | Евро 5                                        | Евро 6                                   | Евро 5                                        | Евро 6                             | Евро 6                             | Евро 6                                  | Евро 6                             | Евро 5                                        | Евро 6                              |

 * Расшифровка обозначений двигателей: M = бензиновый двигатель; OM = дизельный двигатель; E = впрыск во впускной коллектор; KE = впрыск во впускной коллектор, компрессорный наддув;  DE = прямой впрыск; ML = компрессор; L = охлаждение наддувочного воздуха; A = турбокомпрессор; red. = пониженные характеристики (мощность, рабочий объём); LS = повышенная производительность.
1. ↑  До мая 2013 выпускался как SLK 200 BlueEFFICIENCY.
2. ↑  До мая 2013 выпускался как SLK 250 BlueEFFICIENCY.
3. ↑  До мая 2013 выпускался как SLK 350 BlueEFFICIENCY.
4. ↑  До мая 2013 выпускался как SLK 250 CDI BlueEFFICIENCY.
5. ↑  C 04/2013, до этого обороты мощности составляли 4200 в минуту.
6. ↑  С 12/2011.
7. ↑  При установке пакета AMG Driver's Package.
8. ↑  До апреля 2015 — Евро 5.
9. ↑  До мая 2014 — Евро 5.

## Оценки
Во время сравнительных тестов автомобиля SLK 55 AMG автоэксперты отметили, что выглядит и звучит он отлично, но шасси не соответствует потенциалу мотора. Управляемость автомобиля трудно назвать спортивной, быстро начинается скольжение передних колёс в повороте, имеется ощутимая диагональная раскачка и спрыгивание с траектории на неровностях. При разгоне на пустой дороге, Mercedes не отстаёт от конкурентов, но в городе его ураганной динамики не замечаешь. Тугая педаль газа и сонная реакция автомобиля на её нажатие из-за медленной работы автоматической трансмиссии скрадывают потенциал автомобиля. Стихия Mercedes — дальняя дорога, плавность хода на высоте, колеи, рытвины — всё нипочём. К тому же он самый тихий, а с опущенной крышей комфортная скорость движения на 20 км/ч выше, чем у конкурентов. И ещё у него неплохая обзорность и самый большой багажник, в котором есть место для аварийного запасного колеса (докатки).
Оценка автомобиля SLK 250 группой журналистов в обычных условиях эксплуатации показала примерно такие же результаты. Большинство отметили красоту автомобиля, его плавность хода и удобство салона, особенно с открытым верхом. В то же время многие обратили внимание на непривычно простые для Mercedes материалы отделки и то, что многие детали салона унифицированы с более дешёвыми моделями низших классов. Практически все отметили слабый разгон автомобиля и не идеальную управляемость, но положительно оценили его способность не утомлять водителя в долгой дороге. В целом, многие признали, что Mercedes-Benz SLK является лучшим для России автомобилем такого класса. Средний расход топлива за всё время теста составил 15,4 л/100 км.
| Некоторые результаты измерений         | Некоторые результаты измерений |
| -------------------------------------- | ------------------------------ |
|                                        | SLK 55 AMG                     |
| Максимальная скорость, км/ч            | 254,5                          |
| Время разгона 0—100 км/ч, с            | 5,4                            |
| Время разгона 0—150 км/ч, с            | 10,6                           |
| Время разгона 0—200 км/ч, с            | 18,0                           |
| Выбег со скорости 50 км/ч, м           | 563                            |
| Тормозной путь со скорости 100 км/ч, м | 36,9                           |
| Тормозной путь со скорости 150 км/ч, м | 84,4                           |
| Тормозной путь со скорости 200 км/ч, м | 152,9                          |

## AMG модификации

### SLK 55 AMG

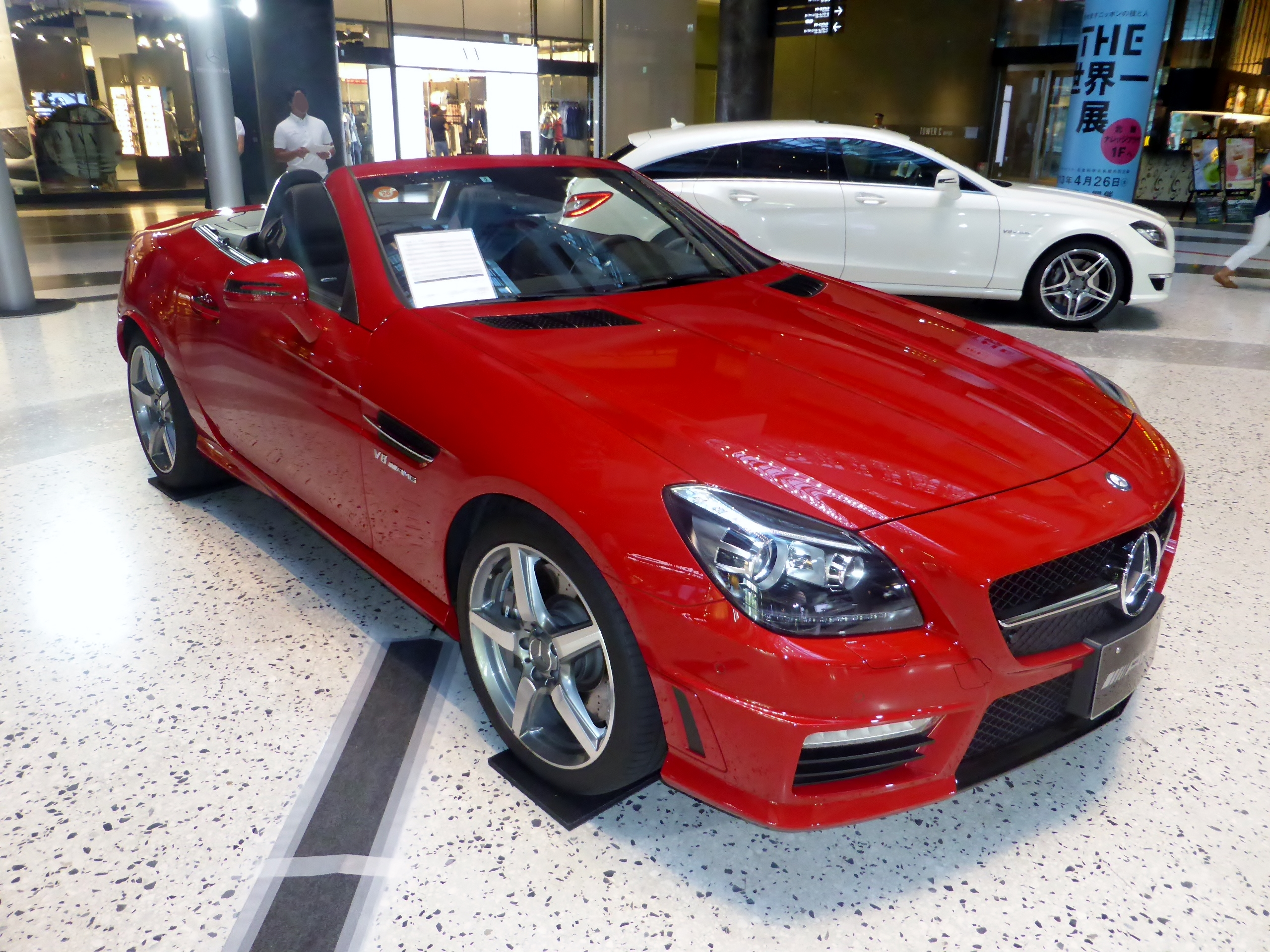
SLK 55 AMG

В конце 2011 года подразделение Mercedes-AMG представило высокопроизводительную модификацию родстера 172 серии под названием SLK 55 AMG. Автомобиль оснастили атмосферным бензиновым 5,5-литровым V8 двигателем с технологией прямого впрыска топлива мощностью в 310 кВт (422 л.с.) при 6800 об/мин с 540 Н·м крутящего момента. Скорость разгона модели от 0 до 100 км/ч составила (по заявлению производителя) всего 4,6 секунды. Максимальную скорость огранили электронно на отметке в 250 км/ч. Специально к новому силовому агрегату компания установила особую двухпайповую спортивную выхлопную систему. Для повышения топливной эффективности и управления мощью двигателя автомобиль оснастили системой «старт-стоп», трёхступенчатой программой электронной стабилизации (ESP), высокопроизводительной тормозной системой и 7-ступенчатой автоматической коробкой переключения передач 7G-Tronic Plus AMG Speedshift с тремя режимами управления, в том числе ручным.
Внешние и внутренние изменения навеяны концепциями спортивной модели Mercedes-Benz SLS AMG. Как и заводская модель, SLK 55 AMG предлагается с тремя вариантами складной крыши: классическая, панорамная и панорамная с функцией затемнения MAGIC SKY CONTROL.
Автомобиль поступил в продажу в январе 2012 года. Стартовая цена на момент премьеры составляла 72 590 евро для SLK 55 AMG и 85 520 евро для SLK 55 AMG Edition 1.

## Тюнинг

### Piecha Design
Одним из первых тюнинг-ателье, предложивших свой пакет доработок под названием Accurian RS для обновлённого родстера SLK, стало Piecha Design из небольшого немецкого городка Ротвайль. Пакет доработок включает новые бампера, накладные пороги со встроенными светодиодами, небольшой спойлер на крышке багажника, спортивные пружины, занижающие машину на 25 мм, выпускную систему из нержавеющей стали с четырьмя патрубками и фирменные 19-дюймовые литые колёса серии MP1. Кроме внешних доработок, специалисты перенастроили блок управления складывающейся крыше, в результате чего верх можно убирать на скорости до 60 км/ч, а не до 15 км/ч, установленных производителем.

### Carlsson

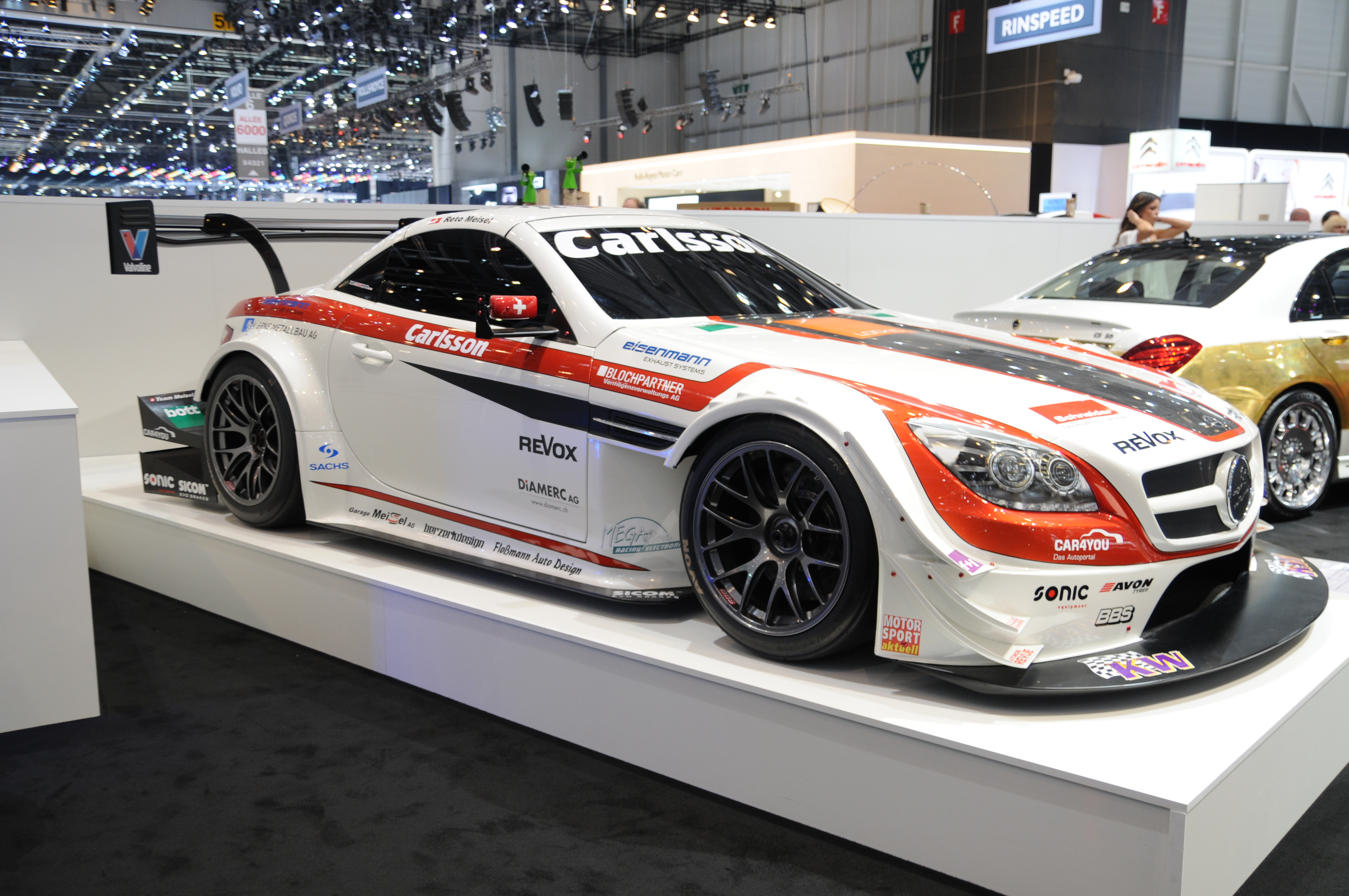
Carlsson SLK 340 JUDD

К лету 2011 года тюнинг-ателье Carlsson представило свой пакет доработок для третьего поколения SLK. В пакет входят новые бампера, пороги, отполированные до блеска сетки воздухозаборников и фальшрадиаторной решетки. Интерьер также был облагорожен — сиденья и панели дверей обтянуты кожей Nappa. Новая выпускная система предлагается в двух вариантах, добавляющих мощность 27 и 40 л.с. В результате мощность SLK 200 возрастёт до 211 или 224 л.с., а SLK 250 — до 231 или 239 л.с.
В начале 2013 года ателье подготовило гоночный автомобиль Carlsson SLK 340 JUDD для участия в соревнованиях по подъёму в гору. Кузов автомобиля полностью выполнен из углепластика, поэтому автомобиль весит всего 780 кг. 3,4-литровый восьмицилиндровый V-образный двигатель мощностью 610 л.с. агрегатирован с гоночной коробкой передач Hewland, которая управляется переключателями на рулевом колесе. На автомобиль установлена, регулируемая в трёх положениях спортивная подвеска KW, спортивные колёса BBS и гоночные шины Avon.

### Brabus
Ателье Brabus подготовило для SLK несколько вариантов форсирования четырёхцилиндровых двигателей. За счёт установки нового воздушного фильтра, а также изменения программы блока управления двигателем мощность и крутящий момент самого слабого двигателя в версии SLK 200 выросла до 210 л.с., а крутящий момент — до 300 Нм. Для автомобиля SLK 250 мощность и крутящий момент двигателя увеличились, в одном варианте исполнения, до 230 л.с. и 340 Нм, во втором — до 240 л.с. и 370 Нм. Кроме того был обновлен и облик автомобиля — были установлены накладки на бамперы, диффузор, спойлер, а за счёт укороченных пружин автомобиль был опущен на 30 мм. Также, был обновлён интерьер металлическими накладками на педалях, кожаной отделкой сидений и вставками из алькантары.

## Комментарии
1. ↑  Ограничена электроникой.